# Avrilly (Orne)
Avrilly – miejscowość i gmina we Francji, w regionie Normandia, w departamencie Orne.
Według danych na rok 1990 gminę zamieszkiwało 160 osób, a gęstość zaludnienia wynosiła 29 osób/km² (wśród 1815 gmin Dolnej Normandii Avrilly plasuje się na 726. miejscu pod względem liczby ludności, natomiast pod względem powierzchni na miejscu 840.).